# Call of Duty (фільм)
Call of Duty — майбутній фільм в кіновсесвіті однойменної серії відеоігор.

## Історія
6 листопада 2015 року, після виходу Black Ops III, The Hollywood Reporter повідомив, що Activision Blizzard запустила виробничу студію під назвою Activision Blizzard Studios і планує екранізацію кіновсесвіту Call of Duty у 2019 році. 
16 лютого 2018 року було оголошено, що режисером фільму стане Стефано Солліма. Через кілька днів він повідомив Metro UK, що розглядає можливість запросити на головні ролі Тома Гарді та Кріса Пайна. В інтерв'ю FilmSlash Солліма заявив, що фільм буде справжнім солдатським фільмом, а не фільмом про війну.
27 листопада 2018 року було оголошено, що Джо Роберт Коул буде писати сценарій сиквелу.
Зйомки першого фільму мали розпочатися навесні 2019 року, картина мала вийти на екрани у 2020 або 2021 році.
У лютому 2020 року Солліма повідомив в інтерв'ю, що фільм відкладено, оскільки він не є пріоритетом Activision.